# Houston Astros
Houston Astros (en español, Astros de Houston) es un equipo profesional de béisbol de los Estados Unidos con sede en Houston, Texas. Compiten en la División Oeste de la Liga Americana (AL) de las Grandes Ligas de Béisbol (MLB) y disputan sus partidos como locales en el Daikin Park, ubicado en el centro de la ciudad texana.
El equipo fue fundado en 1962 como Houston Colt .45s y tres años más tarde adoptó su denominación actual. Originalmente los Astros formaban parte de la Liga Nacional (NL), hasta que fueron trasladados a la Americana de cara a la temporada de 2013.
En el palmarés de la franquicia figuran un total de doce títulos divisionales (tres de la NL Oeste, cuatro de la NL Central y siete de la AL Oeste), cinco banderines de liga (uno de la NL y cuatro de la AL, lo que hace de los Astros el único equipo campeón de las dos ligas de la MLB) y dos Series Mundiales (2017 y 2022).

## Historia

### 1962-1964: Los Colt .45s
La historia del equipo empezó el 17 de octubre de 1960 cuando a la ciudad de Houston le fue otorgada la 10ª franquicia de la Liga Nacional. En aquel entonces, el equipo se llamaba los Colt .45's y jugaban en el estadio Colt. Su nombre se origina por el revólver Colt, «el arma que pacificó al Oeste», dado que era el revólver utilizado por los sheriffs, marshalls y los pioneros que se iban a las tierras del lejano oeste y que tenían que enfrentar a criminales, bandoleros, cuatreros, pieles rojas y renegados militares sobre todo después de la guerra civil estadounidense. Los colores seleccionados fueron el azul marino con naranja. El primer equipo fue un grupo de jugadores obtenidos en el draft de expansión después de la temporada de 1961. Los Colt .45 y sus primos de expansión los New York Mets tomaron jugadores no protegidos por las otras franquicias de la Liga Nacional.
El primer partido en la historia de la franquicia fue el 10 de abril, una victoria de 11 carreras por 2 ante los Chicago Cubs. El mánager de los Colt .45 era Harry Craft. Bob Aspromonte anotó la primera carrera para los Colts .45s por un triple de Al Spangler en el primer inning. Ellos iniciaron la temporada con tres juegos ganados sobre los Chicago Cubs pero terminaron octavo entre los diez equipos de la Liga Nacional. El mejor pitcher del equipo fue Richard «Turk» (turco) Farrell, perdió 20 juegos y con un porcentaje de carreras limpias de 3.02 En un inicio con los Colt .45s, Farrell fue pitcher de relevo antes de jugar con Houston. Él fue seleccionado para el Juego de Estrellas en 1962.
En la temporada de 1963 se vio talento joven mezclado con veteranos. Jimmy Wynn, Rusty Staub y Joe Morgan, todos ellos hicieron su debut en la temporada de 1963. Por lo tanto, Houston siguió en la misma posición del standing. Pero ahora los Colt .45s finalizaron en el noveno lugar con récord perdedor de 66-96. El equipo estaba en construcción y tratando de encontrar la mezcla perfecta para competir. En la temporada de 1964, inició con una nota triste. El pitcher Jim Umbricht falleció de cáncer a la edad de 33 años, después del día inaugural. Umbricht fue el único pitcher de los Colt .45s que tuvo un récord ganador con Houston en las primeras dos temporadas. Él fue muy querido por los jugadores y fanáticos, por lo que el equipo retiró el jersey con el número 32 en 1965.
Solo en el horizonte, la estructura del nuevo estadio con domo empezaba a prevalecer y ha originar un cambio en la forma de ver el béisbol en Houston y alrededor de la Liga.

### 1965-1970: Nuevo nombre y traslado al Astrodome
Con Judge Roy Hofheinz ahora como el único dueño de la franquicia y con nuevo estadio completo, los Colt .45s se mudaron a su nuevo estadio con domo: El Astrodome en 1965. El nuevo parque conocido como «La Octava Maravilla del Mundo». Ello trajo un cambio de nombre en la franquicia, Astros, en honor a Houston por su posición y localización en el programa espacial de la nación (NASA), originó que los Colt .45s fueran renombrados los Astros. Aun así el equipo terminó en la novena posición en el standing de la Liga Nacional. La asistencia a los juegos fue alta no tanto por ver al equipo sin porque había gente que venían de varias millas alrededor para ver y admirar el Astrodome. Este fue el primer estadio deportivo cerrado en el mundo.
El partido inaugural en el Astrodome fue el 9 de abril de 1965 en un juego de exhibición ante los New York Yankees, siendo ganado 2-1 por los Astros.
Solo la excitación de ver el Astrodome, en la temporada de 1966 encontraron algo nuevo en el estadio del domo que movió los reflectores una vez más: El campo. La hierba no crecía en el nuevo parque, desde que los paneles habían sido pintados para reducir la claridad que causaba que muchos jugadores de ambos equipos, cuando visitaban a los Astros, perdieran los elevados de rutina. Un nuevo efecto artificial fue creado y llamado «AstroTurf», por lo que Houston tuvo que hacer otro cambio para que los juegos fueran jugados.
Con el mánager Grady Hatton los Astros iniciaron la temporada de 1966 muy fuertes. En mayo ocupaban el segundo lugar en la Liga Nacional y el equipo era contendiente. Joe Morgan fue nominado para iniciar en el Juego de Estrellas. Pero sucedió que perdieron a Jimmy Wynn por toda la temporada después de un choque en Filadelfia y a Morgan cuando se fracturó la rodilla. En 1967, el primera base Eddie Mathews se unió a los Astros. Este bateador tenía 500 jonrones en su carrera. Él fue cambiado más tarde en la temporada y Doug Rader fue promovido a las grandes ligas. El novato Don Wilson lanzó un juego sin hit ni carrera el 18 de junio, siendo el primer pitcher en la historia del equipo. Wynn también entusiasmó en 1967. De cinco pies y nueve pulgadas Wynn no solo fue conocido por sus frecuentes jonrones, pero sin poder olvidar sus hits. Wynn le dio al club el récord de 37 jonrones y de 107 carreras producidas. También en 1967, Wynn dio su más famoso jonrón sobre la Interestatal 75 en Cincinnati. Pero al terminar la temporada los Astros ocuparon la novena posición con un porcentaje debajo de .500. El equipo se vía bien en el papel, pero no se veía ese trabajo en el campo. Otra temporada perdedora.
El 15 de abril de 1968 se vio un duelo de pitcheo por las edades. Don Wilson de los Astros y Tom Seaver de los Mets se vieron cara a cara en un duelo de pitcheo el cual duró seis horas. Seaver lanzó diez innings sin dar bases por bolas y con dos hits. Wilson lanzó nueve innings, recibiendo cinco hits y otorgando tres bases por bolas. Después que los pitchers inicialistas fueron relevados, once relevistas (siete por los Mets y cuatro de los Astros), lanzaron para finalizar el juego. El juego finalmente terminó en el inning número 24 cuando Aspromonte dio de hit al shortstop Al Weis. Había tenido una noche perfecta en el short, pero el no hizo la jugada adecuada. La pelota se fue hasta el letf fielda anotando Norm Miller en la pizarra.
Con la expansión del béisbol, los Astros cambiaron en forma impresionante en el año 1969. Aspromonte fue enviado a los Atlanta Braves y Rusty Staub fue negociado al equipo de expansión los Montreal Expos, en intercambio por el outfielder Jesús Alou y el primera base Dunn Clendenon. Pero Clendenon no se reportó con los Astros, decidiendo con Wilson retirarse y tomar un trabajo en una compañía manufacturera. Los Astros se comunicaron con el Comisionado Bowie Kühn para corregir esta situación. Le respondió que Jack Billingham y un pitcher relevista zurdo se iría a los Astros para completar el trato. Cuellar fue negociado a los Baltimore Orioles por Curt Blefary. Otro nuevo jugador incluía al cácher Johnny Edwards, al infielder Denis Menke y al pitcher Denny Lemaster. Wilson continúo pitcheando brillantemente y el primero de mayo obtuvo su segundo juego sin hit ni carrera en su carrera profesional. En este juego ponchó a 18 bateadores, empatando la cifra de todos los tiempos en ponches en un juego sencillo. Tenía 24 años y fue segundo detrás de Sandy Koufax en ganar sin hits. El sin hit ni carrera de Wilson con los Astros apagó el fuego del miserable rendimiento en el mes de abril, dado que seis días más tarde el equipo empató el récord de Ligas Mayores al realizar siete doble plays en un juego. Al terminar mayo, los Astros tuvieron una racha ganadora de diez juegos. El tándem del infield con Menke y Joe Morgan continuaron impulsando y produciendo poder al plato y una gran defensa. Morgan dio 15 jonrones y robó 49 bases, mientras que Menke lidereó a los Astros con 90 carreras producidas. El punch de Menke-Morgan estaba empezando a lograr supervivencia y el equipo respondió al estilo de manejo de Walker. Los Astros dominaron las series de temporada contra los equipos de expansión: Twins y Mets. Denis Menke y Jimmy Wynn dieron un gran slam (jonrón con casa llena) cada uno en el mismo inning contra los New York Mets, el equipo que sería campeón de la Liga Nacional y ganaría posteriormente la Serie Mundial de 1969 al derrotar a ñps Baltimore Orioles. Los Astos terminaron esta temporada con un récord de 81 juegos ganados y 81 juegos perdidos, marcando la primera temporada con .500 de porcentaje.
En 1970, los Astros estuvieron expectantes como un serio contrincante en la división del Oeste de la Liga Nacional. En junio, César Cedeño de 19 años fue llamado al equipo grande y de inmediato mostró signos de que sería una superestrella. El outfielder dominicano bateó .310 después de su llamado. Además de Cedeño, Denis Menke bateó para .304 y Jesús Alou bateó para .306. Los Astros tuvieron un porcentaje de bateo 19 puntos arriba de la temporada anterior. El equipo fue bien visto con esta frase, «pero los Astros» con un porcentaje de carreras limpias bueno. Larry Dierker y Don Wilson tuvieron récords ganadores, pero el personal de pitcheo se sostuvo al termina la temporada. Houston finalizó en el cuarto lugar en 1970.

### 1971-1974: Los chicos de naranja
La moda de los años 1960's había empezado en el béisbol. Cabello largo y colores espectaculares empezaron a aparecer en los uniformes de los equipos, incluyendo a los Astros. En 1971, los Astros tuvieron algunos cambios en su uniforme: ellos habían conservado el mismo estilo que en las temporadas previas, pero invirtieron los colores. El azul marino era ahora naranja y lo que era naranja fue ahora una sombra brillante del azul. Finalmente, los nombres de los jugadores fue agregado en la espalda de los jerséis. En 1972, los uniformes fabricados fueron cambiando de acuerdo a la revolución de la industria en ese tiempo, con la utilización del poliéster. Aparecieron las prendas elásticas y los cierres en donde se tenían botones. Estos uniformes fueron muy populares por los fanáticos, pero solo hasta el final de 1975, cuando los Astros entraron al mundo de la moda.
Los uniformes fue lo único que cambio en 1971. La adquisición de Roger Metzinger de los Chicago Cubs  al final de la temporada, hicieron que se cambiara a Denis Menke a la primera base y a Bob Watson al outfield. Los Astros tuvieron un inicio muy lento y el promedio de pitcheo se fue hacia abajo. Larry Dierker fue seleccionado para el Juego de Estrellas en 1971, pero debido a una lesión en el brazo no pudo hacerlo. César Cedeño fue líder del club con 81 carreras producidas y en la liga con 40 dobles, pero bateó solo .264 y tuvo 102 ponches en su segunda temporada con los Astros. El pitcher J.R. Richard hizo su debut en la temporada de 1971 contra los Giants San Francisco.

### El gran trato, pero para los Rojos
En noviembre de 1971, los Astros y los Cincinnati Reds hicieron uno de los tratos más grandes en la historia de este deporte y que ayudaría a crear la Gran Máquina Roja de los años 1970's, cuando los Reds obtuvieron lo mejor al final. Houston soltó al segunda base Joe Morgan, al infielder Denis Menke, al pitcher Jack Billingham, al outfielder César Gerónimo y al prospecto Ed Armbrister a Cincinnati por el primera base Lee May, segunda base Tommy Helms y el infielder Jimmy Stecart. El trato puso a los aficionados de los Astros enfurecidos y al béisbol estupefactos por este trato a todas luces ventajoso para los Reds, pidiendo la cabeza del Gerente General Spec Richardson que había hecho muy poco. Los Reds por otro lado, resolvieron varios problemas. Habían tenido un año malo en 1971 pero seria ganador de la Liga Nacional en la temporada de 1972 y a la Serie Mundial contra los Oakland Athletics que los derrotaron cuatro juegos a tres.
Con la adquisición de Lee May, los Astros agregaron poder al lineup en 1972. May, Wynn, Rader y Cedeño, todos ellos tuvieron 40 o más jonrones y Watson dio 16. Cedeño también fue líder con los Astros con un porcentaje de bateo de .320, con 55 bases robadas y con realización de espectaculares jugadas en el campo. Cedeño tuvo su primera asistencia al Juego de Estrellas en 1972 y fue el primer jugador de los Astros en batear el ciclo (hit, doble, triple y jonrón) en la historia del equipo, en agosto contra los Reds. Los Astros finalizaron la racha perdedora de temporada con 84-69 su primera temporada ganadora.
Los fanáticos de los Astros, tenían la esperanza para la temporada de 1973. Pero esto no sucedió. La producción de carreras de los Astros fue muy baja a pesar de tener los mismos cinco bateadores de la temporada anterior cuando sacaban la pelota del parque. Lee May fue el líder de los Astros con 28 jonrones y César Cedeño bateó para .320 con 25 jonrones. Bob Watson tuvo un promedio de bateo de .312 y produjo 94 carreras. Doug Rader y Jimmy Wynn tuvieron 20 o más jonrones. Pero las lesiones en el personal de pitcheo limitó a los Astros terminando con récord de 82-80 y ocupando el cuarto sitio al terminar la temporada. Los Astros otra vez terminarían en el cuarto lugar en el año siguiente bajo el nuevo mánager Preston Gómez.

### 1975-1979: La era del arcoíris
Con un déficit de 38 millones de dólares del Astrodome, el control del Astrodome pasó de Judge Roy Hofheinz a GE Credit y Ford Motor Credit. Esto incluía a los Astros. Los acreditados estuvieron interesados en preservar el valor del equipo así como el dinero para salvarlo también. Tal Smith regresó a los Astros New York Yankees encontrando que el equipo necesitaba trabajo y no tanto de dinero. Realizó algunos anuncios brillantes acerca de buenas cosas para el futuro cercano.
La temporada de 1975 vio la introducción de un nuevo uniforme en los Astros. Muchos equipos estaban cambiando los uniformes tradicionales y los Astros no fueron la excepción. Los uniformes tenían múltiples trazos de color naranja, rojo y amarillo en el frente y en la espalda, bajo una gran estrella de color azul a la mitad. Los mismos trazos corrían hacia abajo en las piernas del pantalón. Los trazos brillantes daban la impresión de parecer el despegue de un cohete a través de los cielos. Los uniformes fueron criticados, pero al público le gustó y versiones de este tipo aparecieron en las secundarias y en equipos de ligas de menor nivel. El uniforme es diferente al de los otros equipos, y para los Astros, el uniforme era igual tanto para los juegos de casa como para los de gira hasta la temporadas de 1980.
Además de estos brillantes nuevos uniformes, se efectuaron otros cambios. Lee May fue enviado a los Baltimore Orioles por el novato segunda base Rob Andrews y el jugador utility Enos Cabell. En Baltimore, Cabell estaba detrás del tercera base Brooks Robinson, pero vio la oportunidad de jugar en Houston todos los días como tercera base. Cabell sería una gran aportación para el equipo en años posteriores. Con la ida de May, Bob Watson se cambió a la primera base y fue un destello luminoso en el lineup con un bateo de .334 con 85 carreras producidas.
Pero las dos más grandes movimientos que hicieron los Astros al final de la temporada fueron las adquisiciones de Joe Niekro y de José Cruz. Los Astros obtuvieron a Niekro de los Atlanta Braves, prácticamente sin nada. Niekro había andado alrededor de las Ligas Mayores con pobre desempeño. Su hermano mayor, Phil Niekro le había enseñado a lanzar la bola de nudillos y Joe empezó a utilizar este lanzamiento cuando llegó a los Astros. Niekro ganó seis juegos y salvó cuatro juegos y tuvo un porcentaje de carreras limpias de 3.07. José Cruz también fue esencial, procedente de los St. Louis Cardinals. Cruz desde su llegada se apropió del outfield de los Astros por varios años y posteriormente su número 25 fue retirado del equipo.
Después de altas expectativas, 1975 fue para los Astros la peor temporada en la historia de la franquicia, con récord perdedor de 64-97 y que fue comparada con la campaña de la expansión cuando el equipo eran los Colt .45's pero no tan mala como la del 2011 que fue de 56-106 y la del 2012 con récord de 55-107. Este fue el peor récord en el béisbol y el mánager Prestos Gómez fue despedido posteriormente en la temporada y sustituido por Bill Virdon. Los Astros jugaron para .500 bajo el mando de Virdon en los últimos 34 juegos de la temporada. Con Virdon como mánager, los Astros impresionaron gratamente en 1976 finalizando en el tercer lugar con récord de 80-82. Un saludable César Cedeño fue la clave para los Astros en 1976. Bob Watson continúo mostrando su consitencia y fue líder del equipo con .313 de promedio de bateo y 102 carreras producidas. José Cruz jugó todos los días en el left fielder de Houston, con un promedio de bateo de .303 y 28 bases robadas. 1976 vio también el final de la carrera de Larry Dierker como Astro, pero llegaría a lanzar un juego sin hit ni carrera y ganaría el juego número mil en el Astrodome. Los Astros terminaron en el tercer lugar otras vez en la temporada de 1977 con récord de 81-81.
Uno de los problemas más grandes que tuvieron los Astros a finales de 1970's fue la competencia que tuvo con el mercado de los agentes libres. Ford Motor Credit Company tenía el control del equipo y estuvo contemplando a los Astros, pero no fueron capaces de soltar el dinero para contratar mejores jugadores. Mucho de ese talento desarrollado en las Ligas Menores no creció más.
En la temporada de 1979 se hizo un gran ajuste en la historia de los Astros. Durante el final de la temporada, los Astros sostuvieron ajustes en las áreas problemáticas. Negociaron a Floyd Bannister con los Seattle Mariners por el shortstop Craig Reynolds y adquirieron al cácher Alan Ashby de los Toronto Blue Jays (Azulejos)  por el pitcher Mark Lemongello. Reynolds y Ashby, ambos fueron sólidos en sus posiciones y dieron a Houston la consistencia que necesitaban. La temporada se inició con una sorpresa cuando el pitcher Ken Forsch, lanzó un juego sin hit ni carrera contra los Atlanta Braves en el segundo juego de la temporada. En mayo de 1979, el Dr. John McMullen de Nueva Jersey, ofreció comprar a los Astros. Ahora con una importante agregado, los Astros entraron a la competencia en el mercado de los agentes libres.
Los Astros jugarían gran béisbol a través de esta temporada. José Cruz y Enos Cabell, ambos robaron 30 bases. Joe Niekro tuvo un gran año ganando 21 juegos y un porcentaje de carreras limpias de 3.00. J.R. Richard ganó 18 juegos y tuvo un nuevo récord personal de ponches con 313. Joe Sambito tuvo 22 juegos salvados como el cerrador de los Astros. A como estaban pasando las cosas ellos podrían ser el equipo que ganara la división del Oeste. Los Astros y los Cincinnati Reds batallaron el mes final de la temporada. Los Reds se hicieron del liderato estando sobre los Astros por juego y medio de ventaja. Al terminar el mes llegaron a estar parejos pero los Reds ganaron el liderato. Así terminarían. Los Astros finalizaron con su mejor récord de 89-73 a juego y medio de los Reds ganadores de la Liga Nacional.
Con el Dr. McMullen como único dueño de los Astros, el equipo tuvo beneficios mejor que cuando estaba bajo la corporación que nunca les dio nada. Los rumores de que los Astros se mudarían fuera de Houston, empezaron a crecer cuando empezaba la competencia de los agentes libres. McMullen mostró a la ciudad de Houston que él también quería un equipo ganador, firmando al originario de Alvin, Texas, Nolan Ryan el cual firmó por un millón de dólares por año. Ryan tendría en su carrera cuatro juegos sin hit ni carrera y tendría 383 ponches en una temporada.

### 1980: Sobre el umbral
Quién había dejado a los Astros, en 1971 cuando fue cambiado a los Cincinnati Reds, regresó en 1980. Ahora en Houston, con dos MVP ganador y dos anillos de Series Mundiales, Morgan ayudó a que los Astros fueran un equipo ganador.

### J.R. Richard: El pitcher que fue y nunca más regresaría
1980 vio como el mejor pitcher de los Astros, con la bola rápida de Ryan, la bola nudillera de Joe Niekro y con estatura de 6 pies y 8 pulgadas de J.R. Richard. El equipo tuvo suerte en la cara de Ken Forsch, quién fue un ganador de doble dígito en las dos temporadas previas. Richard fue el primer pitcher de los Astros en abrir el Juego de Estrellas. Después de un examen médico tres días después, Richard tuvo que dejar en reposo el brazo y se colapsó el 30 de julio quedando fuera. Sufrió un ataque por un coágulo de sangre en el brazo, aparentemente que se desplazó hacia el cuello y cortó el flujo sanguíneo a su cerebro. La cirugía realizada le salvó su vida, pero los Astros perdieron al as de su pitcheo cuando tenía récord de 10-4 y un porcentaje de carreras limpias de 1.89. Richard regresó pero nunca más sería otra vez el gran pitcher que fue en las Ligas Mayores y optando meses después con el retiro.
Después de la pérdida de Richard y algunos rachas ofensivas, los Astros quedaron en el tercer lugar de la División detrás de Los Ángeles Dodgers y de los Cincinnati Reds. Pero regresaron al primer lugar con su primera racha de diez juegos ganados, pero los Dodgers tenían dos juegos de ventaja cuando llegaron a Houston el 9 de septiembre. Los Astros ganaron los primeros dos juegos de esta serie quedando los dos equipos empatados en el liderato de la División. Los Astros requerían de tres juegos contra los Dodgers por tres juegos dejados en la temporada contra los mismos Dodgers. Los Dodgers ganaron la serie de juegos, forzando un juego extra al día siguiente. Los Astros ganaron este juego único de playoff y avanzaron por primera vez en la postemporada.
El equipo se vería las caras con los Philadelphia Phillies en 1980 en la Serie por el Campeonato de la Liga Nacional. Los Phillies tenían fuera en el primer juego del campeonato a Steve Carlton después de seis horas de vuelo la noche anterior. Los Phillies empezaron ganando 1-0 en el tercer inning. Ken Forsch estaba lanzando muy fuerte sobre todo los innings cuarto y quinto, pero Greg Luzinski dio en el sexto inning una bomba de dos carreras sobre los 300 pies del Veterans Stadium. Los Phillies ganaron ese juego 3-1. Houston regresó ganando el segundo y el tercer juego. El cuarto juego fue en extra innings, con los Phillies tomando la ventaja en el décimo inning. Pete Rose inició el rally con un sencillo, mientras Luzinski dio un doble contra la pared del left field y Rose burló al cácher Bruce Bochy anotando la carrera. Con esta carrera anotada por los Phillies, se empataba la serie.
El pitcher novato de los Phillies Marty Bystrom que había estado fuera por el mánager de Philadelphia Dallas Green, se veía la cara ante el veterano Nolan Ryan en el quinto juego. Al novato le dieron una carrera de ventaja en el primer inning, pero los Astros anotaron hasta el sexto inning. Pero los Astros perdían cuando Bob Boone dio de hit con dos outs en el segundo, pero los Astros empataron el juego en el sexto con un sencillo de Alan Ashby y anotando Denny Walling. Houston estaba 5-2 en el séptimo , cuando los Phillies regresaron con cinco carreras en el inning. Los Astros regresarían una vez más cuando le dieron cuatro hits al relevista Tug McGraw y le anotaron dos carreras. Ahora en extra innings, Garry Maddox dobleteo e impulsó a Del Unser con un out fuera, dando ventaja a los Phillies 8-7 Los Astros fallaron en el cierre del décimo inning.
Esto fue notado por Howard Cosell el cual narraba jugada por jugada en la televisión y los fanáticos en el Astrodome ensordecerían con su grito: «Hou..Ston..As..tros»
(juego de palabras como piedras de los Astros), mientras las cámaras de la televisión literalmente mostraron el choque, el latido y que Cosell no podía oír ni hablar. Coseel no fue complaciente.
Al inicio de la Serie contra los Phillies, KILT AM radio anunció que el fanático número uno de los Astros sería «Astroman» el cual haría el ruidoso canto de «Hou..Ston..As..tros», que se viviría a tope en el Estadio del Domo el cual sería utilizado hasta que los Astros ganaran la Serie Mundial. En los siguientes diez días Astroman jugó con el vendedor de KILT Denver Griffith el cual vivió a tope en el Astrodome con el sexto hombre. En el tope del Astrodome un teléfono de línea caliente (hot line) el cual comunicaba KILT radio con Griffith como el Astroman, con entrevistas durante el día. Astroman fue completamente cortado, ya que solo pedía comida y bebidas con una cuerda floja y un cesto de 18 historias del tope del Astrodome al centro del campo de juego. En un punto Griffith se desesperó por la comida y la bebida, que su mamá tuvo que intervenir e interrumpir la práctica de los Oilers (Petroleros) (equipo de fútbol americano) que estaba necesitando suplentes. Cada noche en la estación local de televisión se veía el signo de disparar del Astroman sobre el tope del Astrodome y moviéndose en círculos como un nuevo helicóptero.

### 1981-1985: Ponches y más ponches con Nolan Ryan y Bob Knepper
En 1981, hubo carrera de ponches entre el 12 de junio y el 10 de agosto. Finalmente, los strikes ayudaron a los Astros a conseguir entrar a los playoffs. Nolan Ryan y Bob Knepper pitchearon a lo máximo en la segunda mitad de la temporada. Ryan lanzaría su quinto juego sin hit ni carrera el 26 de septiembre y terminaría la temporada con promedio de 1.69 en carreras limpias. Knepper finalizaría con un porcentaje de carreras limpias de 2.18. En la elección del strike, la Liga Mayor de Béisbol dio de ganadores a cada uno de ellos con la mitad de la temporada y siendo los mejores de los cinco del playoff divisional. Los Rojos de Cincinnati ganaron más juegos que ningún otro equipo de la Liga Nacional, pero ellos no ganaron la mitad de la temporada de abanicados en la temporada dividida. Los Astros finalizaron 61-49 con lo cual quedaron en tercer lugar de la división, detrás de los Rojos de Cincinnati y de los Dodgers de los Angeles. Avanzaron a los playoffs como ganadores de la segunda mitad. Houston ganó a Los Angeles en sus primeros dos juegos en casa pero los Dodgers ganarían los siguientes tres juegos en los Angeles y avanzarían a la Serie del Campeonato de la Liga Nacional.
Para 1982, solo cuatro jugadores y tres pitchers inicialistas permanecieron desde 1980. Los Astros estuvieron fuera de ser contendientes en agosto y se comenzó la reconstrucción para un futuro cercano. Bill Virdon fue despedido como mánager y fue reemplazado por el original de los Colt .45 Bob Lillis. Don Sutton fue negociado y traído de los Cerveceros Milwaukee por pago en efectivo y tres prospectos nuevos del equipo, incluyendo a Kevin Bass. El jugador de Liga Menor Bill Doran fue llamado al equipo grande en septiembre. Bass también tenía actividad en el outfield. Los Astros finalizaron cuarto en el oeste, pero nuevo talento estaba por aparecer.
Antes de la temporada de 1983, Los Astros negociaron a Danny Heep a los Mets de Nueva York por el pitcher Mike Scott, de 28 años y que había relevado con Nueva York. Art Howe salió en la temporada de 1983 por una lesión, forzando a Phil Garner a la tercera base y Ray Knight a la primera. Doran tomó la segunda base siendo el titular por las siguientes siete temporadas. Los Astros finalizaron tercero en la división Oeste de la Liga Nacional. En 1984, se inició la temporada con la lesión del shortstop Dickie Thorn cuando recibió un golpe en la cabeza por el pitcher y perdió la temporada. En septiembre, los Astros subieron al equipo grande al novato Glenn Davis después de los impresionantes números en la triple AAA. Los Astros terminaron en segundo lugar. En 1985, Mike Scott, aprendió un nuevo lanzamiento consistente en una bola rápida desplazada por el dedo. Scott, quién empezó la campaña con récord de 5-11, encontró con su nuevo lanzamiento en Houston de los más celebrados. En junio, Davis inició el lineup en la primera base, agregando poder al equipo. En septiembre Joe Niekro fue negociado a los Yankees de Nueva York por dos pitchers de Ligas Menores y el zurdo Jim Deshaies. Los Astros finalizaron cuarto lugar en 1985.

### 1986: Encendiendo un fuego
Después que finalizaron cuarto en 1985, los Astros despidieron al Gerente General Al Rosen y al mánager Bob Lillis. El primero fue sustituido por Dick Wagner, el hombre que los Rojos de Cincinnati derrotaron en 1979 para ganar el título de la división Oeste de la Liga Nacional. El último fue reemplazado por Hal Lanier quien fue maestro en los Cardenales de San Luis de Whitey «Rata Blanca» Herzog, teniendo un olfato muy duro para dirigir un estilo de juego, apoyado en el pitcheo, la defensa y rapidez más que jonrones para ganar juegos. Este estilo de béisbol conocido como Whiteyball (la pelota de Whitey) tomo ventaja en estadios con distancias grandes y con grama artificial, ambas características que tenía el Astrodome. El estilo de Lanier tomo a Houston como una tormenta. Antes de Lanier, los aficionados estaban acostumbrados a inicios lentos de Houston, pero con Lanier lidereando, Houston empezó muy caliente, ganando trece de sus 19 juegos.
Antes del inicio de la temporada, los Astros adquirieron al outfielder Billy Hatcher de los Cachorros de Chicago por Jerry Mumphrey. Lainer hizo un cambió en el personal de pitcheo, con una rotación de tres hombre al inicio de la temporada. Esto hizo que Lanier cuidara a sus tres pitcher inicalistas (Nolan Ryan, Bob Knepper y Mike Scott) y llevando lentamente al novato Jim Deshaies. Bill Doran y Glenn Davis ayudaron en el lado derecho del campo, pero Lanier los rotaba al lado izquierdo. Denny Wlling y Craig Reynolds se verían las caras contra los pitchers derechos mientras Phil Garner y Dickie Thon bateaban contra lanzadores zurdos. Lainer sabía que los Astros tenían talento y lo puso a trabajar.

### Una dramática serie por el campeonato de la Liga Nacional
En 1986 la Serie por el Campeonato de la Liga Nacional fue contra los Mets de Nueva York quienes mediante una gran dramática serie, la cual es considerada una de las mejores jugadas en post-temporada. En el juego tres, los Astros estaban arriba en el Shea Stadium de Nueva York 5.4 en la parte alta del noveno inning cuando al pitcher cerrador Dave Smith, mediante un jonrón de dos carreras de Lenny Dykstra, le dio a los Mets una dramática victoria de 6-5.
Por lo tanto, el siguiente juego de la serie fue el juego número seis. Necesitando una victoria que les daría Mike Scott (quién había estado dominador en la serie). En el juego siete, los Astros brincaron con un marcador de 3-0 desde el primer inning manteniendo la ventaja hasta el noveno inning. En ese noveno inning el pitcher abridor Bob Knepper le anotaron dos carreras, y una vez más, los Astros miraron a Dave Smith para cerrar el partido. Smith caminó a Gary Carter y a Darryl Strawberry, pero un elevado de sacrificio de Ray Knight, empató el juego. Teniendo las carreras de la ventaja en bases, Smith pudo escapar del inning sin mayores daños.
Pero fue hasta el inning catorce cuando los Mets se fueron arriba con sencillo de Wally Backman y un error del left fielder Billy Hatcher. Los Astros regresaron en el cierre de ese inning cuando Hatcher (en un clásico caso de conversión de chivo expiatorio a héroe) dio el jonrón más dramático en la historia de las series del campeonato de la Liga Nacional, fuera del left fielder. En el inning número 16, Darryl Strawberry daría un doble, anotando cuando Ray Knight dio otro hit y lo envío a home. Los Mets anotaron un total de tres carreras en ese inning y tomaron una ventaja insuperable de 7-4. Como cuando estaba vigente la temporada, los Astros anotaron dos carreras para acercarse 7-6. Kevin Bass pudo haber empatado el juego y ganarlo porque había corredores en las bases. Pero Jesse Orozco lo poncharía, finalizando el juego. En ese momento el juego de 16 innings fue el récord del partido más largo en la historia de postemporada en las Ligas Mayores. Los Mets ganaron la serie 4 juegos a dos.

### 1987-1990: Fuera con lo viejo y adentro lo nuevo
Después de la temporada de 1986 el equipo tuvo problemas para sobresalir. Los favoritos de casa, como Nolan Ryan y José Cruz fueron cambiados al entrar el equipo en otra nueva fase de reconstrucción. Craig Biggio debutó en junio de 1988 uniéndose con nuevos prospectos como Ken Caminiti y Gerald Young. Biggio fue el cácher titular desde 1990. Se obtuvo a Jeff Bagwell en intercambio con Larry Andersen, quién sería uno de los más grandes jugadores en la historia de los Astros. Glenn Davis fue negociado a Baltimore por Curt Schilling, Pete Harnisch y Steve Finley en 1990.

### 1990-1999: Ajuste fino
A principios de 1990's se marcó el crecimiento de los Astros y descontentos con el Astrodome. Después que el Astrodome fue renovado para beneficio primario de los Petrolesros de Houston, equipo de la Liga de Fútbol Americano (quienes compartían el Astrodome con los Astros desde la década de 1960,s), los Astros comenzaron a crecer y mostrando su desencanto con el estadio. Se empezó a mostrar el declive en la asistencia y la incapacidad del manejo para la obtención de un nuevo estadio, a fines de la temporada de 1991, la gerencia de los Astros anunció la intención de vender el equipo y cambiar la franquicia al área de Washington, D.C. Este movimiento, no fue aprobado por los otros dueños de los equipos de la Liga Nacional, haciendo que los Astros permanecieran en Houston. Un poco tiempo después. McMullen (quién también era dueño de los Diablos de Nueva Jersey, equipo de hockey sobre hielo), vendió el equipo al hombre de negocios de Texas Drayton McLane en 1993, quién se comisionó a mantener el equipo en Houston.
Un corto tiempo después de la llegada de McLane, coincidió con la madurez de Bagwell y de Biggio, comenzaron a mostrar signos de consistencia. Después de finalizar segundo en su división en 1994 (temporada suspendida por la huelga de peloteros), 1995 y 1996. Los Astros ganaron en forma consecutiva los títulos divisionales en 1997, 1998 y en 1999. En la temporada de 1998, los Astros tuvieron un récord de 102 juegos ganados, Pero cada uno de estos títulos, fue seguido de eliminaciones en la primera ronda de los playoffs. En 1998, por los Padres de San Diego y en 1997 y 1999 contra los Bravos de Atlanta. El mánager que obtuvo estos títulos fue Larry Dierker, quién anteriormente había sido pitcher de los Astros. Durante este período, Bagwell, Biggio, Derek Bell y Sean Berry recibieron el nombre colectivo de «The Killer Bs» (los asesinos Bs). En temporadas posteriores el nombre también incluiría a otro de la Astros, especialmente a Larry Berkman.
Coincidiendo con el cambio de dueño, el equipo cambió los uniformes y los colores después de la temporada de 1993, en orden para ir a una nueva y serie imagen. El uniforme de color de arcoíris, fueron retirados y los cambios en el color del equipó fue de azul de medianoche y oro metálico. El logo de «Astros» fue cambiado a uno más agresivo y el equipo cambió el logo tradicional de la estrella por una estilizada, una estrella «volando» con una abertura terminal izquierda. Esto marcaba la primera vez desde que el equipo fue naranja que no era parte de los colores del equipo. Después que mediante los uniformes del arcoíris se identificaba al equipo los cuales fueron retirados (muchos de estos uniformes se veían en equipos de las Ligas Menores de acuerdo a los nuevos dueños) los nuevos uniformes y gorras fueron muy populares con los fanáticos de los Astros.
En 1994, los Astros contrataron al primer Gerente General afro-americano en la persona de Bob Watson, quien había sido jugador con los Astros. Watson dejó en la temporada de 1995 a los Astros, para irse de Gerente General con los Yankees de Nueva York ayudando a que ganaron el campeonato de la Serie Mundial en 1996. Sería reemplazado por Gerry Hunsicker quien hasta el año 2004 continuaba en el puesto para la construcción de los Astros siendo ahora la mejor y más consistente organización de las Ligas Mayores.
Pero en 1996, los Astros otra vez más estuvieron cerca de dejar Houston. A mediados de la década de 1990's McLane (parecido a McMullen) quería al equipo fuera del Astrodome y que la respondiera la ciudad en la construcción de un nuevo estadio. Cuando las negociaciones no progresaban y estaban a punto de terminar el puso el equipo a la venta. Finalmente fue vendido el equipo al hombre de negocios Williams Collins, quién planeó cambiar al equipo a Northern, Virginia. Collins tuvo dificultades para hallar un sitio para él en el estadio, así como la los dueños de los otros equipos de las Ligas Mayores detuvieron y forzaron a McLane a darle a Houston otra oportunidad para el estadio. Los votantes de Houston respondieron de manera positiva, mediante un referéndum permaneciendo los Astros.
Antes de 1993 (31 temporadas) la franquicia ganó 90 partidos o más en una temporada solo dos veces (1980, 1986). Desde la temporada de 1993 (14 temporadas) los Astros han tenido 90 victorias, o más, cuatro veces. Desde 1993, los Astros tienen un récord de 1191-1012 y solo hay tres equipos que han ganado más partidos en la temporada regular (Medias Rojas, Yanquis, Bravos) durante ese período.

### 2000-2004: Nuevo estadio
La temporada del año 2000 vio la mudanza a un nuevo estadio. Originalmente llamado Enron Field, el estadio tuvo como factor, un funcionamiento con techo retráctil que fuera utilizado para el impredecible Houston. Hubo modificaciones alrededor del Astrodome. En el año 2002, los derechos nominales que estaban basados en Minut Maid de Houston y posteriormente Enron fueron suspendidos. El parque fue construido sobre la Estación Unión. Una película de una locomotora, se movía a través del outfield cuando las carreras eran del equipo de casa, haciendo un homenaje en la historia de Houston en las cuales once compañías de trenes corrían a través de la ciudad en 1860. Las bardas del parque, tenían frases como «Tal´s Hill» así como en el fondo del centerfield se veía un asta bandera, todo esto en el territorio. Un factor similar fue la localización del Crosley Field. A través de los años, muchas atrapadas se habían hecho con las luces altas del centerfield, corriendo hacia la colina para hacer las atrapadas. Con el cambio de colocación también hubo cambio en los uniformes. Se fue el azul y el oro de los uniformes de los 90's en favor de uniformes «retro», con un frente tradicional del béisbol y los colores rojo ladrillo arena y negro. El logo de la «estrella disparada» fue modificado pero solo pequeños detalles retenidos en la visión final.
Después de dos temporadas sin aparecer en los playoffs, los Astros fueron favoritos para ganar el título de la Liga Nacional en el 2004. Ellos agregaron al pitcher estrella Andy Pettite al roster el cual incluía a Lance Berkman y Jeff Kent así también a los veterados Bagwell y Biggio. Roger Clemens quién se había retirado después de la temporada del 2003 con los Yankees de Nueva York, se unió al equipo con Pettite en los Astros del 2004. Un año de contrato que incluía condiciones únicas con la opción para Clemens de quedarse en casa en Houston y seleccionar los juegos en gira que no quisiera lanzar. A pesar de estos refuerzos, los Astros tuvieron un mediocre 44-44 de récord para el día del Juego de Estrellas. Se tenía un pobre producción de carreras y un pobre récord en juegos cerrados, en la Liga. Después de esta mala campaña y después de terminar el Juego de Estrellas, el mánager de Houston Jimy Williams fue dspedido y reemplazado por Phil Garner, una estrella en la división ganadora en 1986 con los Astros. En la segunda parte de la temporada, los Astros tuvieron récord de 46-26 bajo la batuta de Garner, obteniendo el wild card de la Liga Nacional. Los Astros despacharon a los Bravos de Atlanta 3-2 en las Series Divisionales, pero perderían la Serie del Campeonato de la Liga Nacional frente a los Cardenales de San Luis en siete juegos. Clemens obtuvo su séptimo trofeo Cy Young en el 2004 lo cual es un récord. La llegada a mitad de la temporada de Carlos Beltrán en una negociación con los Reales de Kansas City, ayudó en forma tremenda en la carrera por el playoff. Después de los rumores a la mitad de la temporada, Beltrán impulsó la esperanza en el equipo, bateando ocho jonrones en la postemporada. Había sido acertado su deseo de continuar con los Astros. Beltrán firmó un gran contrato por largo tiempo con los Mets de Nueva York el 9 de enero de 2005.

### 2005: Subcampeonato
En el 2005, los Astros tuvieron la mejor temporada en la historia de la franquicia. El equipo terminó la temporada con un récord de 89-73 y ganó el comodín de la Liga Nacional. En la pos-temporada vencieron a los Bravos de Atlanta en la Serie de la División de la Liga Nacional y jugaron contra los Cardenales de San Luis para el campeonato de la Liga Nacional por segundo año consecutivo. Esta vez, los Astros vencieron a los Cardenales en seis partidos para avanzar a la Serie Mundial por primera vez en la historia. Se enfrentarían al campeón de la Liga Americana, los Medias Blancas de Chicago. Este equipo de los Astros, estaba formado por Wandy Rodríguez, (10-10, 5.53) Mike Lamb, Brad Lidge, Roy Oswald (20-12, 2.94), Andy Pettite (17-9, 2.39), Roger Clemens (13-8 y con el más bajo porcentaje de carreras limpias de la Liga en 1.87), Brandon Backe (10-8 y 4.76), Morgan Ensberg, Ezequiel Estacio (3-6 5.67), Jason Lane, José Vizcaíno, Willy Taveras, Raúl Chavéz; Chris Burk, Chad Qalls, Lance Berkman, Brad Ausmus, Luke Scott, Chris Burke dirigidos por Phil Garner.
La Serie Mundial del 2005, se realizó del 22 al 26 de octubre en la siguiente forma: Juegos uno y dos en el U.S. Cellular Field de los Medias Blancas. Los juegos tres y cuatro en el Minute Park de los Astros. Aunque los Astros perdieron la Serie Mundial en cuatro partidos ante Chicago White Sox, los éxitos de la temporada dieron mucha esperanza para el futuro de la franquicia.

### 2006-2010: Declive
En la postemporada del 2006, el equipo firmó a Preston Wilson y movió a Berkman a primera base, terminando el largo tiempo de Jeff Bagwell. Los Astros renovaron el contrato con Clemens y negociaron a dos prospectos de las Ligas Menores de las Mantarrayas de Tampa Bay por el lanzador izquierdo Aubrey Huff. En agosto, Preston Wilson dejó de jugar por el regreso de Luke Scott del equipo de triple AAA Round Rock. Los Astros dejaron en libertad a Wilson y firmó con los Cardenales de San Luis. Un dramático final de temporada incluyó diez partidos ganados de sus últimos doce juegos, pero los Astros perdieron el playoff cuando fueron derrotados en el juego final de la temporada por los Bravos de Atlanta.
El 31 de octubre, los Astros no renovaron la opción en el contrato de Jeff Bagwell para el 2007, finalizando quince años en su carrera con los Astros y decidió retirarse. Roger Clemens y Andy Pettit se fueron a la agencia libre. El 12 de diciembre los Astros negociaron a Willy Taveras, Taylor Buchholz y Jason Hirsh a los Rocosos de Colorado, por los novatos lanzadores Jason Jennings y Miguel Asencio. Una negociación con los Chicago White Sox, involucró a los mismos tres Astros en intercambio por Jon Garland, pero a los pocos días cuando Buchholz se reportó con problemas físicos. Al final, Taveras continúo su desarrollo y Hirsh tuvo una campaña 2007, muy fuerte como novato, mientras Jennings estuvo frecuentemente lesionado y generalmente inefectivo.
El 28 de abril de 2007, los Astros obtuvieron el contrato del mejor prospecto de las Ligas Menores, Hunter Pence. Él debutó en esa noche, dando un hit y anotando una carrera. En mayo de 2007, los Astros tuvieron una racha perdedora que se extendió por diez juegos. El 28 de junio, el segunda base Craig Biggio se convirtió en el jugador número 27 en llegar a la cifra de tres mil hits en su carrera. Biggio necesitaba tres hits para llegar a los tres mil, pero esa noche dio cinco hits. Esa noche Carlos Lee tuvo un gran slam en el inning número once. Lee más tarde comentó a través de twetter noticias internet acerca de la cifra alcanzado por Biggio. El 24 de julio, Biggio anunció su retiro al final de la temporada. El gran slam en el juego nocturno, rompió un empate a tres carreras para que ganaran los Astros. La última vez al bate de Biggio fue un elevado al tercera base de los Atlanta Braves, Chipper Jones.
El 20 de septiembre, Ed Wade fue nombrado Gerente General. Es su primer movimiento, el negoció a Jason Lane a los Padres de San Diego el 24 de septiembre. El 30 de septiembre, Craig Biggio se retiró después de 20 años con el equipo. En noviembre, los Astros negociaron a Brad Lidge y al shortstop Eric Bruntlett a los Filis de Filadelfia por Michel Bourn, Geoff Geary y el jugador de Ligas Menores Mike Costanzo. El jugador utility (que juega varias posiciones) aceptó el arbitraje salarial de Houston yKazuo Matsui finalizó con un contrato de 16.5 millones de dólares por tres años con el equipo. En diciembre, los Astros negociaron a Luke Scott, Matt Albers, Dennis Sarfate, Troy Patton y el jugador de Liga Menor tercera base Mike Costanzo a los Orioles de Baltimores por el short stop Miguel Tejada. El 14 de diciembre, fueron enviados los jugadores Chris Burke, Juan Gutiérrez y Chad Qualls a Arizona Diamondbacks (Coralillos y/o Cascabeles) por el pitcher relevista José Valverde. El 27 de diciembre los Astros obtuvieron para el equipo al jugador del Juego de Estrellas y ganador del Guante de Oro, Darin Erstad.
En enero y febrero de 2008, los Astros firmaron a Brandon Backe, Ty Wigginton, Dave Borkowski y Shaw Chacón por un año. La rotación de pitcheo inicial presentó a Roy Oswalt y Brandon Backe como números uno y dos. Wandy Rodríguez, Chacón y Chris Sampson alrededor de ellos en la rotación. Woody Williams se tuvo que retirar después de tener un récord de 0-4 en el entrenamiento de primavera y Jason Jennings estaba ahora con los Texas Rangers. Por otro lado en el roster, los Astros no tenían al inicialista Kazuo Matsui, quién fue enviado a la Liga Menor a rehabilitación después de una lesión en el entrenamiento de primavera.
Los Astros regresaron en el 2008 y 2009, finalizando con récord de 86-75 y 74-88 respectivamente. El mánager Cecil Cooper fue despedido después de la temporada 2009.
La temporada 2010 fue la primera temporada como mánager de los Astros para Brad Mills, quién previamente estuvo como entrenador de la banca en los Medias Rojas de Boston. Los Astros tuvieron una temporada de tribulaciones que marcaría por largo tiempo a los Astros y otros equipos. El 29 de julio, el pitcher as de los Astros, Roy Oswalt, fue cambiado a los Filis de Filadelfia por J.A. Happ y dos jugadores de Ligas Menores. El 31 de julio, el outfielder Lance Berkman fue negociado a los Yankees de Nueva York por los jugadores de Liga Menor Jimmy Paredes y Mark Melancon. Los Astros terminaron con un récord de 76-86.
En noviembre de 2010, Drayton McLane anunció que los Astros estaban a la venta. McLane comentó que los Astros era una de las pocas franquicias de las Ligas Mayores de Béisbol que sus dueños era una familia y planeaba su estado, dado que McClane tendría 75 años el 21 de noviembre. En marzo de 2011, el hombre de negocios de Houston, Jim Crane surgió como comprador frontal de la franquicia. En los 1980's Crane fundó negocios aéreos que más tarde sería CEVA Logistics y posteriormente fundó Carne Capital GRoup. McLane y Crane ya habían tenido un acercamiento previo relacionado con la franquicia en el 2008, pero Crane abruptamente suspendió las pláticas. Crane quiso comprar posteriormente a los Cachorros de Chicago en el 2008 y a los Rangers de Texas durante el 2010 acción que fue bloqueada. Crane después estuvo bajo un escrutinio por prácticas de discriminación contra mujeres y minorías étnicas, entre otros conceptos. Esto retardo el proceso de aprobación de las Ligas Mayores. Durante el verano del 2011, un frustrado Crane se desesperó por el fuerte trato que estaba recibiendo. En octubre de 2011, Crane se entrevistó con el Comisionado de las Ligas Mayores de Béisbol, Bud Selig, en un encuentro que fue descrito como «constructivo».

### 2011-presente: ElAstroball
El 30 de julio de 2011, los Astros negociaron a Hunter Pence, el líder de jonrones en el equipo en el 2010 a los Filis de Filadelfia. El 31 de julio, ellos negociaron a Michael Bourn a los Atlanta Braves. El 17 de septiembre, los Astros tuvieron su primera temporada de cien juegos perdidos en la historia de la franquicia. El 28 de septiembre, los Astros finalizaron la temporada con un récord perdedor en casa de 8-0 contra los St. Louis Cardinals. El pitcher Chris Carpenter de los Cardinals lanzó un juego completo, de dos hits, enviando a los Cardinals a ganar el Wild Card (comodín) de la Liga Nacional. Los Astros finalizaron con un récord perdedor de 56-106 el pero récord en la historia de la franquicia.
El 15 de noviembre de 2011, anunciaron que Crane había aceptado cambiar la franquicia a la Liga Americana para la temporada del 2013. El cambio fue parte de un ajuste divisional de las Ligas Mayores, quedando tanto la Liga Nacional como la Liga Americana con quince equipos cada una y con balance geográfico en las divisiones. Carne recibió 70 millones de dólares concedicos por las Ligas Mayores por su aceptación. La mudanza fue una de las condiciones para la venta del equipo a un grupo de nuevos dueños. Dos días después, los Astros fueron oficialmente vendidos a Crane después que otros dueños por unanimidad votaron a favor de la venta. Esto fue anunciado en el 2012 que fue la última temporada de los Astros en la Liga Nacional. Después de cincuenta años de ser los Astros parte de la Liga Nacional, se mudaban a la Liga Americana. Este movimiento fue poco popular en muchos de los aficionados de los Astros.
En el año 2012, los Astros fueron eliminados de los playoffs antes del 5 de septiembre. El 27 de septiembre, los Astros nombraron a Bo Porter como mánager para la temporada 2013.
Y el 3 de octubre, los Astros terminaron 50 años de jugar en la Liga Nacional perdiendo 5-4 con los Chicago Cubs. Ganaron solo 20 partidos en gira durante esta temporada, los Astros finalizaron con récord de 55-107 el peor récord en todas las Ligas Mayores de Béisbol para la temporada del 2012 y superando la temporada del 2011 que había sido la peor en la historia de los Astros.
El 2 de noviembre, los Astros tuvieron un nuevo «look» en su preparación por el cambio a la Liga Americana para la temporada del 2013. El uniforme azul marino y naranja, regresó a los colores originales del equipo de 1960's aunque debutaron una nueva versión del clásico azul marino con una «H» blanca y una estrella naranja.
El 6 de noviembre de 2012, los Astros firmaron al Director de las operaciones de Béisbol David Strearns de los Cleveland Indians coo nuevo asistente del Gerente General. Los Astros también trajeron al ejecutivo Jeff Luhnow de St. Louis Cardinals como su Gerente General. Sus análisis y relevo sobre los scouts, es la ciencia con el arte del béisbol y este tipo de acontecimientos se había visto con los Cardinals en donde habían tenido múltiples campeonatos en los años recientes.
Los Houston Astros jugaron su primer juego en la Liga Americana como equipo, el 31 de marzo de 2013, donde tuvieron varias victorias sobre sus rivales de la división y del estado, los Texas Rangers, con una pizarra de 8-2.
Cuando los Astros estuvieron en la Liga Nacional, su «rival permanente» en los juegos de interliga habían sido los Texas Rangers. Iniciando en el 2013 con el cambio a la Liga Americana, ahora su nuevo rival permanente de interliga, serían los Arizona Diamondbacks.
El 29 de septiembre, los Astros completaron su primer año en la Liga Americana, perdiendo 5-1 en un juego de 14 innings ante los New York Yankees. Los Astros finalizaron la temporada con récord de 51-111 (el peor de la franquicia) finalizando la temporada con una racha perdedora de 15 juegos, superando su peor registro de la temporada pasada. El equipo terminó 45 juegos detrás de los Oakland Athletics ganador de la división oeste de la Liga Americana siendo además sorprendentemente el peor récord de su última temporada. Esto marcó tres años consecutivos, que los Astros tienen más de 100juegos perdidos en una temporada. También sería el primer equipo en tener, la elección inicial en el draft por tercer año.
Cumpliendo su segundo año en la Liga Americana, los Astros terminaron la temporada con récord perdedor de 70-92 a 28 juegos detrás de Los Angeles Angels of Anaheim ganador de la división oeste de la Liga Americana y terminando en 4° sitio por arriba de los Texas Rangers. Pese a la temporada negativa, el segunda base venezolano, José Altuve trajo alegría a la ciudad de Houston, consagrándose como el campeón Bate de la Liga Americana con promedio de .341 y además estableció un nuevo récord en la franquicia con la mayor cantidad de imparables en una campaña, con 225, dejando atrás al miembro del Salón de la Fama, Craig Biggio.
La temporada 2015 ha sido un punto de inflexión para el equipo. si bien al comienzo significó un permanente estado de shock para los jugadores y sus fanáticos. Los Astros con el nuevo mánager A.J. Hinch son vistos como contendientes para los play offs cada noche. Después de un inicio titubeante, los Astros tomaron la primera plaza en la división oeste de la Liga Americana a fines de abril un breve tiempo después de la pausa del Juego de Estrellas, pero a mitad del mes de julio Los Angeles Angels of Anaheim regresaron al primer sitio en forma momentánea. Pero el 29 de julio, la fortuna cambió negativamente para los Angels y los Astros regresarían al primer lugar. El 3 de agosto tuvieron una ventaja de 4 juegos en la división oeste de la Liga Americana y con récord de 60 juegos ganados (solo dos temporadas previas tenían 51 ganados cada año). El 3 de agosto los pitchers Dallas Keuchel y Colin McHugh estaban empatados en el liderato de la Liga Americana con 13 ganados. Los pitchers Scott Kasmir con 2.10 y Keuchel con 2.35 tercero en la Liga Americana entre los pitchers en carreras limpias. Los Astros son líderes con 148 jonrones. Adiciones claves recientes para el equipo incluyen a Kazmir, al shortstop Carlos Correa, y el center field Carlos Gómez. El segunda base José Altuve es la estrella en la ofensiva de los Astros
El viernes 21 de agosto de 2015, Mike Fiers tiró el segundo sin hit en las Mayores en apenas nueve días, ayudando a los Astros de Houston a derrotar 3-0 a los Dodgers de los Angeles.
Fiers (6-9) abanicó a Justin Turner con su lanzamiento 134 del partido para poner fin al encuentro, él aventó su guante por los aires, al conseguir su primer doble cero, el quinto esta campaña en Grandes Ligas. Apenas el pasado 12 de agosto lo consiguió Hisashi Iwakuma, lanzando para los Seattle Mariners.
El serpentinero de los Astros no tenía ningún juego completo en los cinco años que lleva como profesional, abanicó a 10 enemigos, obsequió tres bases por bolas y retiró en orden a los últimos 21 bateadores que enfrentó.
El 2 de octubre de 2015 y lanzando en Phoenix, Arizona contra los Arizona Diamondbacks (Cascabeles o Coralillos), el pitcher Dallas Keuchel se convirtió en el primer ganador de 20 juegos en la Liga Americana y los Houston Astros fabricaron la mayor cantidad de carreras en historia, al apalear 21-5 a los Arizona Diamondbacks.
Los texanos obtuvieron su quinto triunfo en seis encuentros y mantuvieron su ventaja de un partido sobre Los Angeles Angels of Anaheim por el segundo boleto del comodín.
Keuchel (20-8), toleró dos anotaciones en seis episodios y se convirtió en el primer serpentinero de los Astros en alcanzar 20 triunfos desde que Roy Oswalt (20-12) lo consiguió en el 2005.
Pero el equipo, no aguantó tanta presión perdiendo el primer lugar y descendiendo hasta lugares difíciles dado a una pésima racha de derrotas que se presentaron durante parte de agosto y septiembre y de la ventaja amplia que se tenía sobre Los Angeles Angels, estos se acercaron en forma importante para pelear el comodín (Wild Card), dado que posteriormente los Texas Rangers serían los campeones de la división. Esto envío a los Astros a pelear el comodin contra Los Angeles Angels, pero la combinación de una victoria de los Astros y una derrota de los Angels el último día de la campaña, hizo que los Astros jugarán el comodin contra los New York Yankees.
El 6 de octubre de 2015, en New York, Dallas Keuchel lanzó pelota de solo tres hits durante seis sólidas entradas, Colby Rasmus y Carlos Gómez pegaron cuadrangulares y los Houstos Astros derrotaron a los New York Yankees en el partido de comodines de la Liga Americana.
La sorprendente novena texana avanzó a la Serie Divisional, donde se verá las caras con los actuales campeones de la Liga Americana Kansas City Royals a partir de mañana.
Keuchel trabajó 16 innings sin admitir carrera contra los neoyorquinos durante la campaña regular y el ganador de 20 juegos volvió a maniatarlos con tan sólo tres días de descanso, completó su labor con siete ponches y solamente un pasaporte. Luke Gregerson trabajó el noveno rollo para llevarse el salvamento.
Rasumis prendió un lanzamiento del japonés Mashiro Tanaka al comenzar el segundo episodio. El batazo rebasó la barda del prado derecho. Gómez que solamente tuvo cinco turnos en las dos últimas semanas por problemas de lesiones, también al primer disparo de Tanaka. Houston completó su cuota en la séptima con sencillo productor de José Altuve.
El día 9 de octubre de 2015, los Houston Astros le dieron a los Kansas City Royals una cucharada de su propia medicina. Apelando el pitcheo brillante de Collin McHugh el bateo oportuno y una defensa impenetrable, los Astros se colocaron adelante en la serie divisional de la Liga Americana al derrotar anoche 5-2 a los Royals.
McHugh (1-0) permitió cuatro hits, incluyendo un par de jonrones solitarios del cubano Kendrys Morales, volviendo a la lomita luego que el partido estuvo interrumpido 49 minutos por la lluvia. El derecho cubrió seis innings antes de ceder la responsabilidad a su bullpen que dejó a tres corredores en espera de remolque en los últimos episodios.
Tony Sipp, Will Harris y el mexicano Oliver Pérez pasaron la posta a Luke Gregerson. uno de los relevistas del equipo de Oakland que se desmoronó en el juego de Wildcards en Kansas City el año pasado. Gregerson supo cumplir la tarea en el noveno. George Springer y Colby Rasmus resplandaron a sus lanzadores con cuadrangulares.
Yiordano Ventura permitió tres anotaciones con cuatro imparables y una base por bolas en dos episodios, pero él a diferencia de su rival, ya no volvió después de la suspensión. Chris Young lo relevó, pero permitió el bambinazo de Springer en el quinto rollo.
Con el triunfo de Houston, por primera vez desde 1970, los equipos visitantes ganaron los primeros cuatro partidos de playoffs. Los dos primeras ocasiones ocurrieron en 1906 y 1923.
Jugando en Kansas City el 9 de octubre de 2015, Ben Zobrist conectó sencillo que significó la ventaja en el séptimo inning y Kansas City Royals se recuperaron de un déficit de tres carreras para superar 5-4 a Houston Astros, con lo que lo que igualaron la serie divisional de la Liga Americana a un triunfo por bando.
El relevista Wade Davis recibió ayuda de la repetición en video y Kansas City tomó la delantera con un triple de Alcides Escobar frente a Will Harris (0-1) en la apertura del séptimo capítulo. Zobrist siguió con su sencillo al bosque izquierdo.
Kelvin Herrera (1-0) y Ryan Madison resolvieron un inning cada uno sin admitir carrera, como relevistas de los Royals. Davis cerró el duelo con sobresaltos. Dio un boleto a Preston Tucker, con un out. Carlos Gómez, quién ingresó como corredor emergente, fue marcado safe cuando se deslizó de cabeza en la inicial. Sin embargo, la decisión se revocó tras revisar la repetición. Davis obligó a que José Altuve conectara una roleta inofensiva para poner fin al encuentro.
El zurdo mexicano Oliver Pérez mostró su otra cara, después de dominar a Eric Hosmer el jueves por la noche. ahora el cañonero de los Royals, le dio sencillo productor que acercó a los locales en el cierre del sexto Rollo. Oliver todavía permitió indiscutible del cubano Kendrys Morales y otorgó pasaporte a Mike Moustakas para abandonar el encuentro. Su sustituto Josh Fields caminó al primer rival que enfrentó y permitió anotar a Hosmer la carrera del empate que fue a la cuenta del relevista azteca.
La serie se reanudará mañana en Houston. El as de los Astros Dallas Keuchel, enfrentará al dominicano Edinson Vázquez. Keuchel tuvo una foja de 15-0 como local en esta campaña.
El 11 de octubre de 2015, Dallas Keuchel siguió ibatible en casa, al navegar con temple durante siete innings, en el duelo que Houstos Astros ganaron 4-2 a Kansas City Royals para colocarse a un triunfo de resolver la serie divisional de la Liga Americana.
Chris Carter disparó jonrón y Houston tomó la delantera de 2-1 en la serie. Keuchel (2-0), quién maniató a los Yankees en el juego de comodines, supo conjurar varias amenazas, en una labor en la que toleró cinco hits y una carrera. Recetó siete ponches para salir airoso, luego de conseguir una foja de 15-0 en casa esta temporada, marca de las Ligas Mayores en la era moderna.
Luke Gregerson aceptó un jonrón de Alex Gordon en el primer turno de la novena entrada, antes de poner fin al duelo para un salvamento en el que sacó cuatro outs. Los Astros disputaron su primer encuentro de playoffs como locales en 10 años. Es la primera vez en tres años que Gregerson logra un rescate retirando a más de tres enemigos.
Jason Castro empujó dos carreras mediante un sencillo en el quinto acto, para poner la pizarra en 2-1 ante Edinson Volzques. Carlos Gómez, dio indiscutible remolcador en el sexto inning y Carter cerró la cuenta en el séptimo.
Lorenzo Cain disparó un vuelacercas solitario en el cuarto acto por los Royals que están a punto de quedar eliminados luego de llegar a la Serie Mundial el año pasado.
Houston. Carlos Correa se había convertido en el segundo pelotero más joven en disparar dos o más jonrones en un partido de playoff, uniéndose a una lista priviligiada que incluye a Adruw Jones, Bryce Harper, Manny Machado, Miguel Cabrera y Mickey Mantle y además es el jugador más joven en la historia de la Liga Americana con un partido de postemporada con más de un cuadrangular. Es el segundo en la historia de los Astros con más de un jonrón en un juego de playoffs, siendo el otro el también boricua Carlos Beltrán, que lo logró en el 2004. Y en la séptima, Correa despahó un enorme batazo al jardín izquierdo, esta vez de dos carreras, al encontrar a José Altuve en circulación, para darle ventaja a los Astros en ese momento de 5-2. acto seguido, Colby Rasmus conectó vuelacercas al derecho, para imponer otra marca, conformando con Correa la primera dupla de cuadrangulares consecutivos en la historia de Houston en postemporada.
Pero todos estos récords son opacados, dado que Correa podría ser más recordado por no quedarse con un roletazo con las bases llenas y potencial para doble matanza que permitió a Kansas City Royals timbrar en cinco ocasiones en la parte alta del octavo inning para darle la voltereta al encuentro y superaron 9-6 a Houston Astros e igualaron la Serie Divisional a dos juegos por bando.
Correa conectó par de vuelacercas, un doblete y un sencillo para remolcar cuatro carreras y los texanos tenían una ventaja de 6-2 hasta la octava entrada, pero un error atribuido al novato puertorriqueño de 21 años, con las almohadillas congestionadas permitió que el partido se empatara. El batazo había sido desviado por Tony Sipp. El quinto partido se realizará en Kansas City, mañana por la noche. Johnny Cueto subiría al montículo por los Royals, para enfrentar a Collin McHugh.
En los últimos innings del encuentro, la cuenta de Twitter manejada por la oficina del Gobernador de Texas, Greg Abbott, publicó una felicitación para los Astros, por avanzar a la Serie del Campeonato de la Liga Americana. Pero los Royals campeones defensores del Nuevo Circuito, tenían otro plan. Kansas City inauguró la octava entrada con cinco sencillos consecutivos ante los relevistas Will Harris y Tony Sipp. Lorenzo Cain y Eric Hosmer aportaron hits productores que colocaron la pizarra 6-4 y dejaron las bases llenas sin outs.
El cubano Kendry Morales siguió con un potente roletazo que alcanzó a golpear el guante de Sipp. La pelota rebotó un par de veces más antes de pegar con la parte superior del guante de Correa, quien no pudo capturarla. El batazo se fue al jardín central para entraran dos carreras que igualaron el encuentro. Alex Gordon fue retirado después con una roleta, que sin embargo produjo la carrera de la ventaja ante Luke Gregerson. En el noveno capítulo, Hosmer disparó un largo jonrón de dos carreras, para asegurar el triunfo de Kansas City. Ryan Madson (1-0) permitió dos cuadrangulares en el séptimo inning pero cosechó el triunfo. Wade Davis lanzó dos episodios sin tolerar anotación para su segundo salvamento. La derrota fue para Sipp.
«Todos los que observaron este juego y fueron parte de él, saben lo difícil que es cuando sientes que todo está a punto de resolverse a tu favor y al final no salen las cosas», dijo el mánager de los Astros, A.J. Hinch. «Pero éste es un deporte de hombres. Nos adaptaremos y estaremos listos para jugar».
«Siempre sentimos que tenemos oportunidad en un partido», comentó Hosmer. «Esa es la mentalidad de todo este equipo. Jamás nos damos por vencidos, y hoy mostramos ese carácter. Esto es lo que hace un club que gana campeonatos».
Kansas City. En la apertura más trascendental de su carrera, Johnny Cueto lanzó una joya de pitcheo al cubrir ocho innings para que los Royals derrotaran 7-2 a los Astros en el quinto y decisivo encuentro y obtuvieran su pase una vez más a la Serie de Campeonato de la Liga Americana.
Cueto (1-0) toleró 2 hits, un sencillo de Evan Gattis que fue seguido de un jonrón de Luis Valbuena en el segundo inning, antes de retirar a los últimos 19 bateadores que enfrentó. Ponchó a ocho sin conceder boletos, la clase de actuación que los Royals esperaban de Cueto al fragor de octubre tras haberlo adquirido en un canje con Cincinnati en julio. «En esta clase de juegos son los que se ve a Johnny Cueto» afirmó el derecho dominicano.
Cuando Wade Davis sacó en orden el noveno rollo, los Royals salieron corriendo al terreno para celebrar la victoria 3-2 en la serie divisional. Los reinantes campeones de la Liga Americana recibirán a Toronto Blue Jays en el primer juego mañana por la noche. Ambos se midieron en una serie de campeonato de la Americana con los Royals, imponiéndose tras siete partidos en 1985. Siguieron la marcha hasta vencer a St. Louis Cardinals, para su único campeonato de la Serie Mundial.
Royals se acercó en el quinto rollo con un largo sencillo de Eric Hosmer que permitió anotar desde el primer cojín a Lornezo Cain, la voltereta se dio en la quinta ronda, el abridor texano Colin McHugh (1-1) comenzó dándole un pelotazo a Salvador Pérez, pero Alex Gordon disparó doblete de terreno. El alto mando de Houston A.J. Hinch jaló por el relevista Mike Fiers, quién fue saludado por Alex Ríos con doblete productor de dos carreras que dio la ventaja a los Royals 3-2. Ben Zobrist cerró la cuenta con elevado de sacrificio. El cubano Kendrys Morales disparó su tercer bambinazo de la serie en el octavo capítulo con dos compañeros en base.
Kansas City ha ganado 10 de sus últimos 13 encuentros como local de postemporada.
Carlos Correa se convirtió en el sexto pelotero de Puerto Rico en ser consagrado como Novato del Año, al llevarse el premio de la Liga Americana en una temporada en la que el torpedero debutó en junio para ayudar a que Houston Astros acudieran a su primera postemporada en una década.
Correa, que con 21 años es el jugador de posición más joven en las Mayores, superó a otro torpedero boricua en la votación, Francisco Lindor. Primera selección del draft de 2012, correa debutó el 8 de junio y sacudió 22 jonrones, marca para un novato de la franquicia. También produjo 68 carreras, con 22 dobles y un total de 45 extrabases. Recibió 17 votos al primer lugar y 13 al segundo lugar para acumular 124 puntos en la votación de la Asociación de Cronistas de Norteamérica. Lindor de Cleveland Indians, quedó segundo con 13 votos a primero y 109 puntos. El dominicano MIguel Sanó, quién se desempeñó primordialmente como bateador designado con Minnesota Twins, se ubicó tercero con 20 puntos y el cerrador mexicano de Toronto Blue Jays, Roberto Osuna fue cuarto con ocho. Los otros boricuas que han ganado el premio fueron Carlos Beltrán, Sandy Alomar hijo, Geovany Soto, Benito Santiago y Orlando Cepeda, este último miembro del Salón de la Fama.
El pitcher Dallas Keuchel de Houston Astros, se apoderó del trofeo Cy Young tras cumplir una campaña en la cual condujo a su equipo a los playoffs. Keuchel, en la Liga Americana superó fácilmente en la votación a David Price, lanzador de Toronto Blue Jays. Keuchel recibió 22 votos a primer lugar para acumular 186 puntos. Price obtuvo ocho votos al primer puesto y un total de 143 puntos. Sonny Gray, de los Oakland Athletics, finalizó tercero.
Keuchel fue el máximo ganador con una foja de 20-8, el barbado lanzador de 27 años, con un complicado sinker y un certero slider, ostentó una efectividad de 2.48 y recetó 216 ponches. Houston Astros obtienen en menos de una semana otro galardón par la franquicia, ya que antes había obtenido el Premio al Novato del Año de la Liga Americana, al parada corta Carlos Correa, que fue seleccionado como el número uno en la primera ronda del draft del año 2013. Correa, fue el primer jugador nacido en Puerto Rico, en ser seleccionado como la primera selección en la historia del draft del béisbol de las Mayores.
Los Astros ganan su primer campeonato de la División Oeste de la Liga Americana con marca de 101 ganados y 61 perdidos. Durante la temporada regular, adquieren al receptor Brian McCann de los New York Yankees antes de la temporada 2017, adquieren al lanzador derecho Justin Verlander de los Detroit Tigers a finales de agosto, firman agentes libres como el jardinero derecho Josh Reddick, el lanzador derecho Charlie Morton y el bateador designado Carlos Beltrán. En la Serie Divisional, derrotan a los Boston Red Sox, 3 juegos a 1, en la Serie de Campeonato, derrotan a los New York Yankees, 4 juegos a 3. En su primera Serie Mundial desde el año 2005, y la primera como campeón de la Liga Americana, los Astros derrotan a Los Angeles Dodgers 4 juegos a 3 para ganar su primer campeonato en la historia de la franquicia. El jardinero central George Springer se lleva el Jugador Más Valioso del Clásico de Otoño. El segunda base Venezolano José Altuve, gana el premio Jugador Más Valioso de la Liga Americana para la temporada 2017. 

## Estadio

### Antiguos terrenos de juego
- Colt Stadium (1962-1964). Con la intención de que durara tres años, fue un estadio temporal para el equipo Colt .45's. Estaba ubicado en lo que es actualmente el aparcamiento norte del Astrodome. Era al aire libre, tenía una capacidad de 32,000 fanáticos, pero con las temperaturas altas y mosquitos en el verano mucha gente no se animaba a ir a los juegos. La construcción fue finalizada a finales del 1964.

- Astrodome (1965-1999). Inaugurado el 9 de abril de 1965 y reconocido como la «octava maravilla del mundo», fue el primer estadio deportivo de techo cerrado en el mundo. Tenía una capacidad para 54.816 espectadores y también sirvió como casa de los Houston Oilers de la NFL.

### Minute Maid Park
Los Astros jugaron por primera vez en el Minute Maid Park, entonces Enron Field, el 30 de marzo de 2000.
- 2000-presente
- 42.000 - capacidad máxima

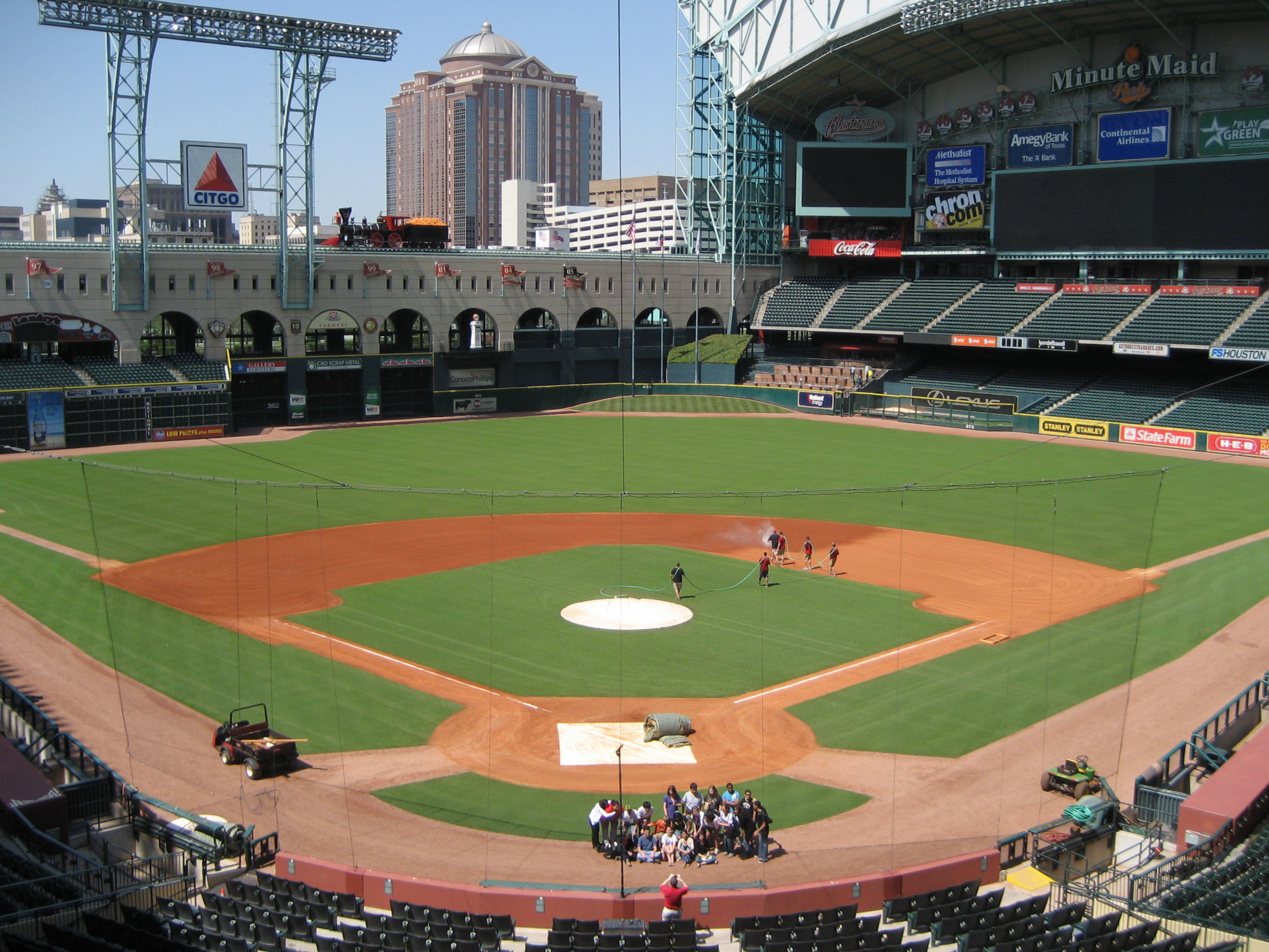
Minute Maid.

- Profundidad de la cerca: 315 pies al poste de foul izquierdo, 362 pies al hueco del campo izquierdo, 409 pies al campo central, 373 al hueco del campo derecho, y 326 pies al poste de foul derecho.
- Originalmente fue nombrado «Enron Field» y luego «Astros Field».
- El único estadio con una colina y poste de bandera dentro del terreno de juego.
- El Juego de Estrellas fue jugado el 13 de julio de 2004, cuando estaban en la Liga Nacional.
- El primer partido de la Serie Mundial en la historia de Texas fue jugado aquí el 25 de octubre de 2005.

## Jugadores

### Números retirados

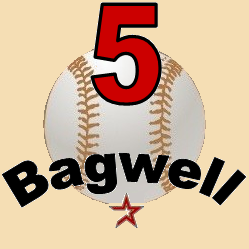
Jeff Bagwell (1B, E). Retirado el 26 de agosto de 2007
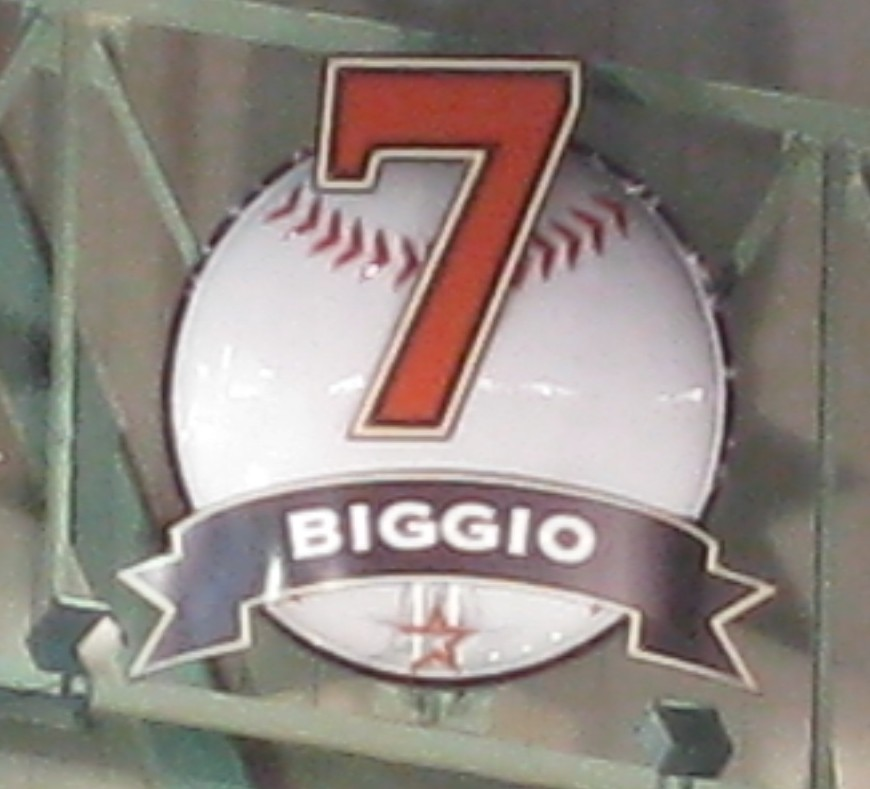
Craig Biggio (C, 2B). Retirado el 17 de agosto de 2008
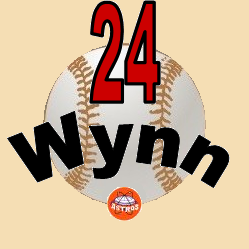
Jimmy Wynn (OF). Retirado el 25 de junio de 2005
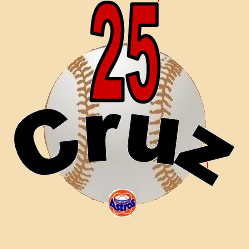
José Cruz (OF, E). Retirado el 3 de octubre de 1992
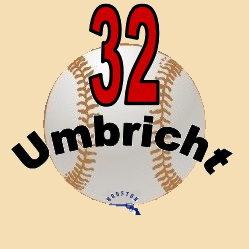
Jim Umbricht (P). Retirado el 12 de abril de 1965
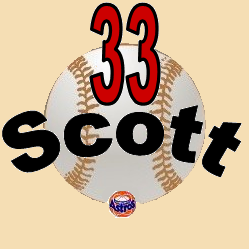
Mike Scott (P). Retirado el 3 de octubre de 1992
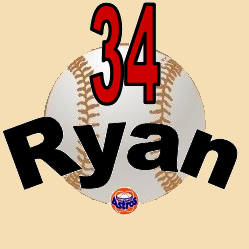
Nolan Ryan (P). Retirado el 29 de septiembre de 1996
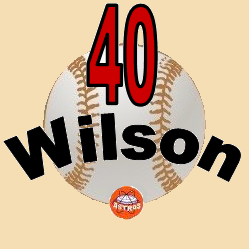
Don Wilson (P). Retirado el 13 de abril de 1975
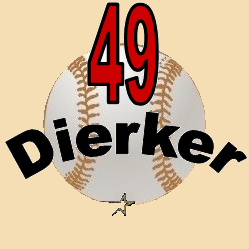
Larry Dierker (P, Mánager). Retirado el 19 de mayo de 2002
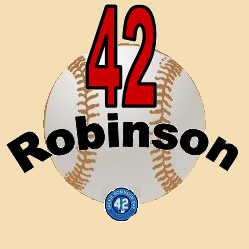
Jackie Robinson (2B). Retirado en toda la MLB el 15 abril de 1997

Aunque no está oficialmente retirado, los Astros no han reutilizado el número 57 desde el 2002, cuan el Pitcher de los Astros Darryl Kile murió como un jugador activo con los Cardenales de San Luis. En suma los astros no han retirado tampoco el número 17 desde Lance Berkman que lo portó en el 2010. El número 42 es retirado por las Ligas Mayores de Béisbol en honor a Jackie Robinson, el primer jugador de raza negra en jugar en las Ligas Mayores con los Dodgers de Brooklyn.

### Miembros del Salón de la fama
- Jeff Bagwell
- Craig Biggio
- Nellie Fox
- Eddie Mathews
- Joe Morgan
- Robin Roberts
- Nolan Ryan

## Radio y Televisión
Como en el 2013, los Astros tienen nueva estación de Radio que es la KBME, Sprtstalk 790AM (un afiliado de Fox Sports Radio), y en vivo KTRH. 740 AM como pareja desde el año 1999 (ambas estaciones son propiedad de iHeart Media). Este cambio súbito originó en dificultades para los radioescuchas fuera de Houston cuando querían escuchar los partidos de los Astros, debido a las potencias de las estaciones encargadas de transmitir los juegos. Hay también transmisión en español a través de Francisco Romero como narrador y de Alex Treviño, quien fuera cácher del equipo, como comentarista. 
Durante la temporada del 2012, los juegos de los Astros son transmitidos por Fox Sports Houston por el canal de TV KTXH. Nuevos contratos vigentes a partir del mes de septiembre del 2013, se transmiten en el canal 11 de CSN Houston. Y para sorpresa, los Astros tienen gran índice de audiencia. A partir del 2014, el equipo de comentaristas de la televisión son Bill Brown y Alan Ashby. AT&T Sportsnet/Houston transmite los juegos desde la temporada 2016.

## Palmarés
- Serie Mundial (2): 2017, 2022.
- Subcampeón Serie Mundial (3): 2005, 2019, 2021.
- Banderines de la Liga Americana (4): 2017, 2019, 2021, 2022.
- Banderines de la Liga Nacional (1): 2005.
- División Oeste AL (7): 2017, 2018, 2019, 2021, 2022, 2023, 2024.
- División Central NL (4): 1997, 1998, 1999, 2001.
- División Oeste NL (2): 1980, 1986.